# Jean Wallace
Pour les articles homonymes, voir Wallace.
Jean Wallace est une actrice américaine née le 12 octobre 1923 à Chicago et morte à Hollywood le 16 février 1990 d'une hémorragie intestinale.

## Sa vie
Jean Wallace est née comme Jean Walasek, elle est la fille de John T. Walasek et Mary A. Walasek (née Sharkey). Jean Wallace commence sa carrière arrivant à Hollywood en 1940 avec la troupe d'Earl Carroll, avec laquelle elle se produisait dans les night-clubs. Elle obtient très vite un contrat avec les studios Paramount et apparait dans 22 films entre 1941 et 1970. Elle fut l'épouse et la partenaire de Franchot Tone puis de Cornel Wilde.

### Vie familiale
- Mariée à Franchot Tone (1941 - 1948 divorce) ; un enfant.
- Mariée à James Randall (1950 - 1950 divorce).
- Mariée à Cornel Wilde (1951 - 1981 divorce) ;  un enfant.

## Filmographie
- 1941 : La Danseuse des Folies Ziegfeld (Ziegfeld Girl) de Robert Z. Leonard : fille
- 1941 : Glamour Boy de Ralph Murphy : Une fille
- 1941 : Louisiana purchase (Louisiana purchase) : La belle de Louisiane
- 1946 : It Shouldn't Happen to a Dog (en) : Bess Williams
- 1947 : Blaze of Noon : Poppy
- 1948 : When My Baby Smiles at Me de Walter Lang : Sylvia Marco
- 1949 : Jigsaw : Barbara Whitfield
- 1949 : L'Homme de la tour Eiffel (The Man on the Eiffel Tower)  de Burgess Meredith : Edna Wallace
- 1950 : Le Marchand de bonne humeur (The Good Humor Man) : Bonnie Conroy
- 1951 : Sang noir (Native Son) : Mary Dalton
- 1954 : L'Etoile des Indes : Katrina
- 1955 : Association criminelle (The Big Combo) de Joseph H. Lewis : Susan Lowell
- 1956 : Storm fear : Elizabeth
- 1957 : Le Virage du diable (The Devil's hairpin) : Kelly James
- 1958 : Tueurs de feux à Maracaibo (Maracaibo) de Cornel Wilde : Laura Kingsley
- 1963 : Lancelot chevalier de la reine (Lancelot and Guinevere) de Cornel Wilde : Reine Guenièvre
- 1967 : Le sable était rouge : Julie MacDonald
- 1970 : Terre brûlée (No Blade of Grass) de Cornel Wilde : Ann Custance